# プロジェクト レヴォリューション
『プロジェクト レヴォリューション』（PROJECT REVOLUTION）は、ブロッコリーと富士見書房（実質的は角川書店）の共同企画として制作・販売されているトレーディングカードゲーム。

## 概要
ゲームデザインはブロッコリーのTCG『ディメンション・ゼロ』を手がけた中村聡率いる遊宝洞が担当しており、『ディメンション・ゼロ』のシステムをベースにシンプルで簡単にプレイできるシステムとなっている。
クロスオーバー的なTCGで、最大の特徴としては、企画を手がけたブロッコリーと富士見書房の作品のキャラクターだけでなく、角川グループの出版社（角川書店・アスキー・メディアワークス・エンターブレイン）の作品のキャラクターも多数登場するという、これまでに例のない形式となっている。
2011年12月15日の公認大会をもって、全ての公認大会およびサポート業務を終了した。

## 参加作品
（）内はイラスト担当者。太字はプラチナパックやスタートダッシュデッキ、スペシャルパックが発売された（発売予定のある）作品。

### 角川書店
- ケロロ軍曹（吉崎観音）
- らき☆すた（美水かがみ）
- 未来日記（えすのサカエ）
- 喰霊（瀬川はじめ）
- 成恵の世界（丸川トモヒロ）
- 涼宮ハルヒシリーズ（いとうのいぢ）
- 新ロードス島戦記（美樹本晴彦）
- ムシウタ（るろお）
- 神様ゲーム（七草）
- 薔薇のマリア（BUNBUN）
- ストライクウィッチーズ
- 喰霊-零-
- 時をかける少女
- サマーウォーズ

### アスキー・メディアワークス/電撃G's magazine ブロック
- 苺ましまろ（ばらスィー）
- かしまし 〜ガール・ミーツ・ガール〜（桂遊生丸）
- ぴたテン（こげどんぼ*）
- Venus Versus Virus（鈴見敦）
- DearS（PEACH-PIT）
- いぬかみっ!（若月神無）
- イリヤの空、UFOの夏（駒都えーじ）
- 護くんに女神の祝福を!（佐藤利幸）
- アスラクライン（若狸ナオ）
- 学園キノ（黒星紅白）
- 世界平和は一家団欒のあとに（さめだ小判）
- 我が家のお稲荷さま。
- こはるびより（みづきたけひと）
- アリソンとリリア
- ケメコデラックス!（いわさきまさかず）
- Sister Princess（天広直人）
- Baby Princess（みぶなつき）
- マリッジロワイヤル（西又葵、鈴平ひろ）
- おひめさまナビゲーション（七尾奈留）

### エンターブレイン
- 吉永さん家のガーゴイル（日向悠二）
- ぺとぺとさん（YUG）
- まじしゃんず・あかでみい（BLADE、よし☆ヲ）
- らぶドル（西又葵、羽純りお）
- Duel Dolls（てぃんくる）
- まかでみ・WAっしょい!
- 狂乱家族日記

### 富士見書房/ドラゴンマガジンブロック
- フルメタル・パニック!（四季童子）
- 仮面のメイドガイ（赤衣丸歩郎）
- 鋼殻のレギオス（深遊）
- まぶらほ（駒都えーじ）
- GOSICK -ゴシック-（武田日向）
- ご愁傷さま二ノ宮くん（高苗京鈴）
- 風の聖痕（納都花丸）
- スレイヤーズ（あらいずみるい）
- おまもりひまり（的良みらん）
- 学園黙示録 HIGHSCHOOL OF THE DEAD（佐藤ショウジ）
- 火の国、風の国物語（光崎瑠衣）
- オリハルコン・レイカル（綱島志朗）
- 魔法戦士リウイ（横田守）
- いつか天魔の黒ウサギ（榎宮祐）
- 伝説の勇者の伝説シリーズ（とよた瑣織）
- SH@PPLE -しゃっぷる-（よう太）
- ハイスクールD×D（みやま零）
- H+P -ひめぱら-（ひなた睦月）
- 生徒会の一存（狗神煌）

### ブロッコリー
- ギャラクシーエンジェルI・II（かなん、小林明美）
- デ・ジ・キャラット（こげどんぼ*、くりむ）
- 空を飛ぶ、3つの方法。（La'cryma）
- プリンセスコンチェルト（こげどんぼ*）
- 恋きゅー♥（征海未亜）

## イメージソング
『REVOLUTION -超革命-』
歌・作詞：佐藤ひろ美　作曲：宮崎京一　編曲：ms-jacky